# Mettius Fufetius
Mettius Fufetius est le dernier dictateur d'Albe, successeur du roi Gaius Cluilius. Il dut se soumettre au roi de Rome Tullus Hostilius, après le combat des Horaces et des Curiaces et la défaite des héros albains. Par la suite, il trahit les Romains et fut écartelé sur l'ordre de Tullus Hostilius. Les traditions romaines concernant Mettius Fufetius ont été principalement transmises par Tite-Live et, avec plus de détails, par Denys d'Halicarnasse, mais se trouvent aussi chez Virgile.

## Arrivée au pouvoir de Mettius Fufetius
À l'avènement de Tullus Hostilius, roi belliqueux, les relations entre Albe et Rome s'enveniment rapidement. La guerre est déclarée ; le roi Gaius Cluilius prend l'offensive ; il vient établir son camp à cinq milles de Rome et fait creuser autour un fossé qui gardera longtemps le nom de fossa Cluilia. Mais il meurt avant la bataille. Les Albains désignent alors un dictateur (et non un roi), Mettius Fufetius, dont la mission est seulement de prendre la tête des opérations.

## Mettius Fufetius et le combat des Horaces et des Curiaces
Avant que les deux armées ne livrent bataille, c'est Mettius Fufetius qui propose à Tullus Hostilius de remettre la décision du conflit au combat de trois champions romains – les frères Horaces – et de trois champions albains – les frères Curiaces –, afin d'épargner à leurs peuples liés par une origine commune et des liens familiaux une guerre fratricide.
Conformément à la convention passée avec Tullus Hostilius, Mettius Fufetius, après la défaite de ses champions, se soumet au roi romain. Ce dernier le confirme à la tête d'Albe et déclare qu'il fera appel à lui dans la guerre contre les Étrusques de Véies.

## La trahison et la fin de Mettius Fufetius
Mettius Fufetius fait alors preuve de duplicité. Sous les apparences d'un allié (socius), il prépare sa trahison. Il pousse secrètement Véies et Fidènes à prendre les armes contre Rome.
Lorsque la guerre éclate, il rejoint les Romains sur le champ de bataille ; il est placé à l'aile droite, en face des Fidénates. Mais, au lieu de combattre, il se retire avec les siens sur une colline, dans l'attente de la tournure prise par la bataille, avec l'idée de se rallier aux vainqueurs. Les Romains, mis dans une position difficile par cette défection, rétablissent la situation grâce à la présence d'esprit de leur roi et avec l'aide des dieux auxquels celui-ci a fait des promesses. Quand la victoire romaine est certaine, Mettius Fufetius, qui espère – à tort – que sa manœuvre n'a pas été décelée par Tullus Hostilius, redescend dans la plaine et se met à pourchasser les Fidénates. Quand il rejoint Tullus, celui-ci l'accueille avec bienveillance.
Le lendemain, les deux armées sont réunies pour la cérémonie de purification. Les Albains, sans armes, se mettent aux premiers rangs ; les Romains, qui ont gardé leurs armes, les entourent. Tullus prend la parole et accuse Mettius de trahison et le fait saisir par les centurions. Tullus déclare alors à Mettius : « De même que, ces temps derniers, tu as partagé ton âme entre les intérêts des Fidénates et ceux des Romains, de même aujourd'hui c'est ton corps qui va être coupé en deux et dispersé en lambeaux. » Il fait attacher les membres de Mettius à deux quadriges dirigés en sens opposés ; on fouette les chevaux et le corps de Mettius est disloqué.
Le supplice de Mettius est déjà relaté par Ennius (Annales, 138 et suiv.). Virgile (Énéide, VIII, 642-645) en fait une des représentations décorant le bouclier d'Énée. Tite-Live condamne la cruauté de la vengeance de Tullus, qu'il juge non conforme aux lois de l'humanité.
Tullus Hostilius obligea la population d'Albe à s'installer à Rome sur le Caelius, mais en lui accordant le droit de cité et en admettant les grandes familles nobles au Sénat ; il fit raser Albe, sauf les temples.

## Interprétation
Georges Dumézil, dans sa recherche des origines indo-européennes de la légende des Horaces et des Curiaces, rencontre le personnage de Mettius Fufetius et y voit le correspondant dans la tradition romaine de Namuci dans la tradition indienne. Cette tradition, qui a été transmise par les Brāhmana mais qui n'était pas ignorée du Rig-Véda, raconte comment le démon (asura) Namuci était lié à Indra par un pacte de non-agression, que Namuci viola en s'attaquant à Indra et en le privant de sa force et de sa santé ; avec l'aide de dieux médecins, les Ashvins, et de Sarasvatī, Indra retrouve sa force et tire vengeance du traître Namuci en le tuant sans violer lui-même le pacte.
L'histoire de Mettius Fufetius a pour fonction, dans le récit des premiers temps de Rome reconstruit par l'annalistique, de préciser la place du roi Tullus Hostilius par rapport à ses prédécesseurs. Il est plus belliqueux et violent que Romulus, comme on le voit quand on compare l'admission des Sabins dans la cité romaine et celle des Albains. Il s'oppose à Numa par son impiété et ses abus de droit, il viole la fides établie par Numa quand, à plusieurs reprises, il use de stratagèmes contre les Albains ; il « outrepasse le droit en donnant à sa justice un aspect passionnel de vengeance ».